# 北港郡
北港郡（日语：／ Hakkō gun */?）為台灣日治時期的行政區劃之一，隸屬台南州，郡役所設於北港街。
北港郡管轄北港街、元長、四湖、口湖、水林。轄域即今雲林縣轄北港鎮、元長鄉、四湖鄉、口湖鄉、水林鄉等地。

## 統計
| 街名   | 面積 (km²) | 人口 (人) | 人口 (人) | 人口 (人) | 人口 (人) | 人口 (人) | 人口 (人) | 人口密度 (人/km²) |
| 街名   | 面積 (km²) | 本籍      | 本籍      | 本籍      | 國籍      | 國籍      | 計        | 人口密度 (人/km²) |
| 街名   | 面積 (km²) | 臺灣      | 內地      | 朝鮮      | 中華民國  | 其他外國  | 計        | 人口密度 (人/km²) |
| ------ | ---------- | --------- | --------- | --------- | --------- | --------- | --------- | ----------------- |
| 北港街 | 41.4999    | 31,231    | 1,405     | 16        | 225       | 0         | 32,877    | 792               |
| 元長   | 70.7074    | 22,356    | 94        | 0         | 20        | 0         | 22,470    | 318               |
| 四湖   | 77.1189    | 21,204    | 116       | 0         | 13        | 0         | 21,333    | 277               |
| 口湖   | 80.4612    | 22,348    | 109       | 0         | 17        | 0         | 22,474    | 279               |
| 水林   | 72.9607    | 27,020    | 147       | 0         | 13        | 0         | 27,180    | 373               |
| 北港郡 | 342.7481   | 124,159   | 1,871     | 16        | 288       | 0         | 126,334   | 369               |

## 後續發展
1945年3月重慶國民政府通過之台灣接管計劃綱要地方政制中，將北港郡與虎尾郡合併為北港縣，為該地方政制的9個一級縣之一。1945年10月，因台灣省行政長官公署認為該政制不符實際，因此「台灣接管計劃地方政制」並未實施，而一級縣北港縣區劃也未列入行政區劃。改為原州廳為縣，原郡改為縣轄區，原街庄改為鎮鄉，原州轄市改為省轄市或縣轄市；臺南州北港郡因此改為臺南縣北港區。1950年，因國共內戰失利而遷台的中華民國廢止此政制，北港縣之行政區劃規劃亦被廢止。
1950年，全臺行政區重劃，臺南縣被拆為臺南縣、嘉義縣、雲林縣，而北港區廢區，下轄鄉鎮被劃入雲林縣；由於當時新設的雲林縣縣治設於斗六鎮，引發原北港區居民不滿，要求省政府將北港區下轄鄉鎮改劃入新設立的嘉義縣，但最後並沒有成功。

## 歷任郡守
| 任次 | 肖像 | 姓名 (生–卒)           | 在任時間       | 在任時間       | 備註                                                     |
| ---- | ---- | ---------------------- | -------------- | -------------- | -------------------------------------------------------- |
| 1    |      | 副島寅三郎 (？–？)     | 1920年9月1日   | 1921年7月4日   |                                                          |
| 2    |      | 隈元多市郎 (？–？)     | 1921年7月4日   | 1924年12月23日 |                                                          |
| 3    |      | 藤黑總左衛門 (1879–？) | 1924年12月23日 | 1931年8月11日  | 1.北港郡公會堂竣工。 2.北港郡役所竣工。 3.北港水道竣工。 |
| 4    |      | 阿部熊男 (1890–1935)   | 1931年8月11日  | 1934年9月3日   |                                                          |
| 5    |      | 立川義男 (1898–？)     | 1934年9月3日   | 1936年10月20日 | 北港神社鎮座。                                           |
| 6    |      | 竹中憲二 (1895–？)     | 1936年10月20日 | 1939年1月28日  |                                                          |
| 7    |      | 林彌輔 (1887–？)       | 1939年1月28日  | 1942年4月15日  | 設立北港專修農業學校。                                   |
| 8    |      | 鳥羽象三 (？–？)       | 1942年4月15日  | 1945年10月25日 | 北港神社升格為縣社。                                     |

#### 附註
1. ↑  原臺中廳庶務課事務官。
2. ↑  原臺南州嘉義郡警察課長。
3. ↑  原臺南州嘉義郡庶務課長。
4. ↑  原臺南州嘉義市庶務課暨財務課長。
5. ↑  改任花蓮港廳庶務課長。
6. ↑  原內務局地方課屬。
7. ↑  改任臺北州內務部教育課長。
8. ↑  原內務局地方課屬。
9. ↑  改任臺北州宜蘭郡守。
10. ↑  原臺北州新莊郡守。
11. ↑  原臺中州知事官房文書課長。